# 劉朴 (正德進士)
劉朴（1484年—？），字華甫，順天府昌平縣人，軍籍，明朝政治人物。

## 生平
正德二年（1507年）丁卯科順天府鄉試第八十六名舉人。正德六年（1511年）中式辛未科會試第七十二名，登第二甲第十二名進士。三月改翰林院庶吉士，八年十月授编修，丁憂服闋，嘉靖二年（1523年）八月復除原職，参与纂修《武宗实录》，九年考满，四年二月升侍講，六月以实录修成，升司經局洗馬。

## 家族
曾祖劉禮，曾任布政司理問；祖父劉泰，曾任知縣；父劉嗣榮，曾任右長史。母康氏。具慶下。